# Кинана
Кинана или Кина (грч. Kυνανη или Kυνα; умрла 323. пре н. е.) била је македонска принцеза из куће Аргејада.
Била је ћерка македонског краља Филипа II и полусестра Александра Великог. Њена мајка Аудата/Еуридика била је илирска принцеза. Наводно је од ње наследила изразито ратоборан карактер.

## Биографија
По налогу свог оца Кинана се удала за свог рођака, македонског краља Аминту IV, кога је 336. пре н. е. убио Александар. Из овог брака имала је ћерку Адеу/Еуридику. Наводно је још као млада супруга пратила свог оца у походу против Илира и том приликом својеручно убила једну илирску краљицу. Полубрат Александар хтео ју је 335. пре. н. е. верити за краља Агријана Лангара, који је међутим умро, пре него што је брак могао бити склопљен. Након што се Александар упутио на свој поход у Персију, Кинану је као и остале чланове краљевске куће регент Антипатар држао подаље од власти. Осим тога, заносио се идејом да се ожени принцезом Клеопатром, чиме би се сам примакао престолу
На вест о Александровој смрти 323. пре н. е. у Вавилону, Кинана је окупила око себе малу војску, са којом се упутила у Азију, с намером да тамо уда своју ћерку за краља Филипа III Аридеја. На путу јој се супротставила војска Антипатра, који није одобрио ову замисао. Кинана се међутим пробила и прешла Хелеспонт. У Азији јој се супротставила војска царског регента Пердике, којом је командовао његов брат Алкета. Пердика је такође хтео да спречи овај брак, из страха да ће он утицати на ментално болесног краља. Кинану је пресрео Алкета и потом је убио. Међутим, њен циљ је постигнут, пошто је под македонским краљевима била поштована због својег ратоборне природе. Ратници су изричито захтевали да се реализује брак између Филипа III и Кинанине ћерке, а Пердика се није усудио томе успротивити.
Кинана је била први члан македонске краљевске куће, који је на почетку рата дијадоха умрла насилном смрћу. После ње и сви остали чланови породице су пали као жртве борби за престо. Ћерку и зета убила јој је 317. пре н. е. маћеха Олимпијада. По наредби македонског краља Касандра свечано је сахрањена идуће године поред ћерке и зета у Егеју (који се идентификује с Вергином).